# Эбрахими, Омид
Омид Эбрахими (перс. امید ابراهیمی‎; род. 16 сентября 1987, Нека, Мазендеран) — иранский футболист, полузащитник клуба «Эш-Шамаль» и сборной Ирана.

## Клубная карьера
Ханзаде — воспитанник клуба «Банк Мелли». В 2009 году перешёл в клуб «Шардари Бендер-Аббас», за который провёл 26 матчей забил 6 мячей.
В 2010 году перешёл в клуб «Сепахан». 27 июля 2010 года дебютировал за новый клуб в матче против клуба «Рах Ахан». 17 августа 2011 года забил первый гол за команду в матче против клуба «Шардари», в этом матче Омид оформил «дубль».. 1 марта 2011 года дебютировал в Лиге чемпионов АФК в матче против саудовского клуба «Аль-Хиляль». 27 февраля 2013 года забил первый гол в Лиге чемпионов АФК в матче против эмиратского клуба «Аль-Наср».
В 2014 году перешёл в клуб «Эстегляль». 31 июля 2014 года дебютировал за новую команду в матче против клуба «Рах Ахан». 19 августа 2014 года забил первый гол за команду в матче против клуба «Сайпа», в этом матче Омид оформил «дубль»

## Международная карьера
9 декабря 2012 года дебютировал за сборную Ирана в матче чемпионата Федерации футбола Западной Азии против сборной Саудовской Аравии.

## Статистика
| Сезон           | Клуб                 | Дивизион        | Лига  | Лига | Кубок | Кубок | Континентальные | Континентальные | Всего | Всего |
| Сезон           | Клуб                 | Дивизион        | Матчи | Голы | Матчи | Голы  | Матчи           | Голы            | Матчи | Голы  |
| --------------- | -------------------- | --------------- | ----- | ---- | ----- | ----- | --------------- | --------------- | ----- | ----- |
| 2009/10         | Шардари Бендер-Аббас | Лига Азадеган   | 26    | 6    | 0     | 0     | 0               | 0               | 26    | 6     |
| 2010/11         | Сепахан              | Про-лига        | 26    | 0    | 4     | 1     | 9               | 0               | 39    | 1     |
| 2011/12         | Сепахан              | Про-лига        | 32    | 6    | 1     | 1     | 9               | 0               | 42    | 7     |
| 2012/13         | Сепахан              | Про-лига        | 32    | 8    | 4     | 0     | 6               | 1               | 42    | 9     |
| 2013/14         | Сепахан              | Про-лига        | 28    | 4    | 1     | 0     | 6               | 0               | 35    | 4     |
| 2014/15         | Эстегляль            | Про-лига        | 28    | 9    | 3     | 0     | 0               | 0               | 31    | 9     |
| 2015/16         | Эстегляль            | Про-лига        | 11    | 5    | 0     | 0     | 0               | 0               | 11    | 5     |
| Всего в карьере | Всего в карьере      | Всего в карьере | 183   | 38   | 13    | 2     | 30              | 1               | 226   | 41    |